# Colobostoma inusitatus
Colobostoma inusitatus är en skalbaggsart som beskrevs av Blackburn 1907. Colobostoma inusitatus ingår i släktet Colobostoma och familjen Melolonthidae. Inga underarter finns listade i Catalogue of Life.